# Proteína ligadora de andrógenos
A proteína ligadora de andrógenos ou ABP (en.: Androgen-binding protein) é uma glicoproteína produzida pelas células de Sertoli nos túbulos seminíferos dos testículos que se liga especificamente à testosterona (T), di-hidrotestosterona (DHT) e ao 17-ß-estradiol.
Uma vez que a ABP se liga à T e DHT, estas hormonas tornam-se menos lipofílicas e concentram-se no fluido luminal dos túbulos seminíferos. A níveis mais elevados, estas hormonas activam a espermatogénese nos túbulos e a maturação do esperma no epidídimo.
A ABP tem a mesma sequência de aminoácidos que a Globulina ligadora de hormônios sexuais (SHBG); a diferença está na no local de produção e na adição de diferentes metades de açúcar. A ABP contém 403 aminoácidos, o que resulta num peso molecular de 44.533. O seu gene localiza-se no cromossoma 17. A produção de ABP é regulada pela influência da FSH nas células de Sertoli, potenciada pela insulina, retinol e testosterona. A ABP pode também ser segregada em mais órgãos; por exemplo, os ratos produzem ABP na saliva.